# Папський легат

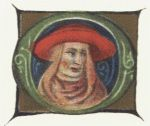
Папський легат з декреталій Боніфація VIII (1294 to 1303). Британський Музей, 23923.

Па́пський лега́т (від лат. legatus — римський титул) — особистий представник папи Римського в іноземному народі або ж частині католицької церкви. Він наділяється певними повноваженнями у сфері католицької віри або ж у церковних справах.
Легат призначається особисто папою та посилається з дорученням до уряду, монарха чи певної громади віруючих або ж для організації певного важливого церковного заходу, наприклад організації хрестового походу. На відміну від нунція легат діє тимчасово та не є дипломатичним представником Ватикану.
Назва посади походить від легатів у Римській імперії. Існує кілька різновидів легатів.

## Апостольский легат
Для народів з якими Ватикан не має дипломатичних відносин, апостольський легат служить для зв'язку між Римо-католицькою церквою та цим народом.

## Legatus a Latere
Найвищий ранг легата, який надається кардиналу у виключних випадках і на дуже короткий строк для представництва папи, який особисто не може бути присутнім на певному заході.

## Legatus Natus
«Легат за народженням», тобто титул, який надається єпископу після призначення його на цю посаду, якій належить цей титул постійно.

## Legatus Missus
Легат, якого послали з певним завданням.

## Правлячий легат
Деякі адміністративні одиниці Папської держави в Центральній Італії управлялись легатами.